# Castiglione di Ravenna
Castiglione di Ravenna (Cas-ción ad Ravéna in romagnolo) è una frazione di Ravenna nell'omonima provincia, in Emilia-Romagna.

## Geografia fisica

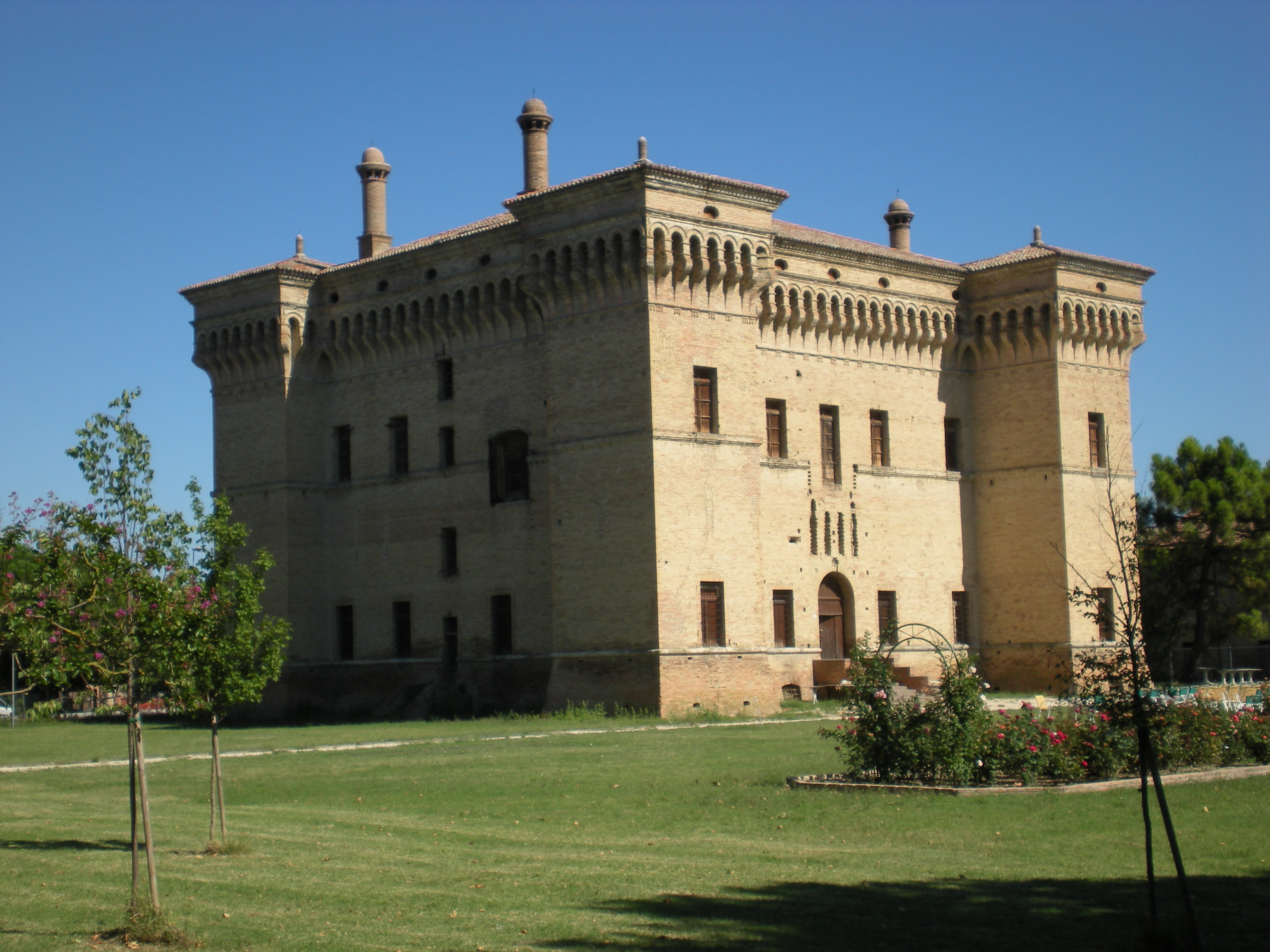
Castiglione di Ravenna, Palazzo Grossi

Costituisce, con Castiglione di Cervia (Cas-ciòn ad Zìria in romagnolo), un unico agglomerato urbano, diviso in due dal fiume Savio; amministrativamente ciascuna delle due aree appartiene al rispettivo distinto comune. La frazione si trova lungo la riva sinistra del fiume, in pianura, a 9 km dal mare Adriatico; sulla riva destra si estende Castiglione di Cervia. I due centri, uniti da due ponti, condividono strutture e servizi, tra cui il complesso scolastico e la parrocchia.

## Storia
Le fonti più antiche che documentano l'abitato risalgono al 1108, quando il territorio era in buona parte coperto dai boschi e circondato da estese paludi. La Curte Castrileonis nacque come comunità unica, e ne era elemento centrale anche la cappella di San Giovanni, situata nel territorio di Castiglione di Ravenna. Il toponimo deriva da un castello (castrum), probabilmente un piccolo apparato fortificato o case raccordate da muri appartenente al vescovo di Ravenna, collocato nel territorio di Castiglione di Cervia e documentato nel 1136; poi il declino del potere arcivescovile ne ha causato una progressiva incuria e deterioramento sino al completo disfacimento.  
Nel secolo successivo, grazie a nuovi metodi di coltivazione, vennero operate bonifiche per incrementare l’agricoltura e rispondere alle necessità alimentari della popolazione in aumento. Ne furono promotori i maggiori proprietari fondiari, cioè gli enti ecclesiastici e poi sempre più le famiglie aristocratiche 
Nel 1351 la chiesa di Castiglione da cappella diventa parrocchia, e viene intitolata a San Pantaleone.
L'abitato, suddiviso in due ville (Castiglione di Ravenna e Castiglione di Cervia), viene descritto nel 1371.
La famiglia aristocratica proprietaria terriera della zona era la quella ravennate degli Onesti. Nel 1370 i Da Polenta divennero a loro volta proprietari fino alla occupazione da parte della Repubblica di Venezia nel 1441. Una parte delle proprietà castiglionesi furono cedute dai nuovi dominatori alla famiglia Grossi per i servigi militari ricevuti (Palazzo Grossi venne terminato nel 1565).

## Monumenti e luoghi d'interesse

### Architetture religiose
- Chiesa di San Pantaleone, fondata nel XIV sec, e ricostruita nel 1813.[1]

### Architetture civili
- Palazzo Grossi Rasponi, un palazzo fortificato a pianta quadrata, dotato di torri e merlature: Fu costruito nel 1560-65 sul sito di un castello precedente, che risaliva al XII secolo (quando il centro si chiamava Castel Leone).[2]

### Aree naturali
I paesi sono attraversati dalla Ciclovia del Savio, percorso ciclonaturalistico di 28 km che segue il letto del fiume Savio a partire da Cesena fino al mare da dove poi ci ricollega ai percorsi in pineta del Parco del delta del Po (Cervia - Milano Marittima - Pinarella).

## Cultura

### Biblioteche
È presente la biblioteca "Celso Omicini", dipendenza della Biblioteca Classense di Ravenna.

## Infrastrutture e trasporti
Castiglione di Ravenna sorge sulla Strada statale 254 di Cervia che la collega con Cervia e Forlì.